# Ilemnea, Rojneativ
Ilemnea (în ucraineană Ілемня) este o comună în raionul Rojneativ, regiunea Ivano-Frankivsk, Ucraina, formată numai din satul de reședință.

## Demografie
Componența lingvistică a comunei Ilemnea
     Ucraineană (99,86%)
     Alte limbi (0,14%)
Conform recensământului din 2001, majoritatea populației comunei Ilemnea era vorbitoare de ucraineană (99,86%), existând în minoritate și vorbitori de alte limbi.